# Amal Hamad
Amal Tawfiq Abdel Hadi Nashwan Hamad (Beit Hanun, Franja de Gaza, 12 de julio de 1963) es una política y feminista palestina asociada al movimiento Al Fatah. Desde 2019, es ministra palestina de Asuntos de la Mujer en el Gobierno de Shtayyeh.

## Trayectoria
En sus primeros años, Hamad recibió educación en Beit Hanun y más tarde cursó estudios superiores en la Universidad de Birzeit, donde obtuvo una licenciatura en matemáticas y un diploma en educación. Amplió su formación con diplomas en métodos de enseñanza y psicología educativa por la Universidad Al-Aqsa de Gaza. Posteriormente, cursó un máster en psicología social en la Universidad Ain Shams de Egipto y un doctorado en psicología educativa en la misma universidad en 2015.
A lo largo de su carrera política, Hamad ha desempeñado importantes funciones, como miembro del Comité Central de Fatah y ministra responsable de la Unión General de Mujeres Palestinas en Gaza desde 2007. Fue elegida miembro del Consejo Revolucionario de Al Fatah en 2009 y ha participado activamente en diversos organismos políticos palestinos. En 2019, asumió el cargo de Ministra de Asuntos de la Mujer Palestina en el Gobierno de Shtayyeh, prestando juramento ante el presidente palestino Mahmud Abás.